# José Gusmão
José Guilherme Figueiredo Nobre de Gusmão (1976) es un economista, activista y político portugués del Bloco de Esquerda (BE). Desde 2019 ejerce de eurodiputado dentro del Grupo Confederal de la Izquierda Unitaria Europea/Izquierda Verde Nórdica (GUE/NGL).

## Biografía
Nacido el 20 de julio de 1976 en Lisboa, se licenció en Economía por el Instituto Superior de Economía y Gestión (ISEG). Activista en ATTAC, fue miembro del Partido Comunista de Portugal (PCP).
Electo por el Bloco de Esquerda (BE), fue diputado en la xi legislatura de la Asamblea de la República en representación de Santarém.
Antiguo asesor de Marisa Matias y miembro del Comité Político del BE, fue incluido como candidato en el número 2 de la lista del partido de cara a las elecciones al Parlamento Europeo de 2019 en Portugal. Resultó elegido eurodiputado, integrándose en el Grupo Confederal de la Izquierda Unitaria Europea/Izquierda Verde Nórdica (GUE/NGL); asumió una vicepresidencia en la Comisión de Asuntos Económicos y Monetarios (ECON), convirtiéndose también en miembro de la Delegación para las Relaciones con los Estados Unidos (D-US).